# مصطفى الكبير
مصطفى الكبير لاعب كرة قدم مغربي يلعب في مركز الهجوم ولد بمدينة تارجيست بالمغرب في 5 أكتوبر 1988 يلعب لنادي غنتشليربيرليغي التركي 

## البدايات
أول خطوات مصطفى الكبير كانت سنة 2003 رفقة نادي الهواة بلو ويت أمستردام والذي ظل معهم حتى 2005 حيث شهدت هذه السنة انتقاله إلى أكاديمية نادي أياكس أمستردام والذي غادرها إلى نادي فينورد ومنه إلى نادي أوتريخت والذي ظل معه إلى حدود 2008

## المسيرة الإحترافية
سنة 2008 ستشهد توقيع الكبير لأول عقد احترافي في مسيرته كان ذلك مع نادي إن إي سي نيميخن والذي لعب له موسمين شارك فيهم في 26 مباراة وسجل هدف واحد، الدوري السويدي كان هو الوجهة القادمة حيث وقع سنة 2010 لنادي ميابي آيك والذي تألق معه بشكل لافت بحيث سجل 21 هدف في 43 مباراة وخلال مقامه بالسويد تمت إعارته إلى نادي كالياري لكن التجربة لم تكن ناجحة حيث سجل هدف وحيد في 7 مقابلات، موسم 2014/2013 خاضه مصطفى مع نادي هاكين السويدي وتألق بشكل كبير حيث وقع 25 هدف في 42 مباراة، صيف 2014 سيشهد خطوة مفاجئة من طرف مصطفى بانتقاله إلى الدوري السعودي رفقة نادي نادي الأهلي لكن التجربة لم تكن موفقة تماماً حيث اكتفى بـ12 مباراة سجل فيهم 3 أهداف ليأتي بعد ذلك الانتقال إلى نادي غنتشليربيرليغي التركي

## المنتخب الوطني
استدعى مدرب المنتخب المغربي إيريك غيريتس بتاريخ 21 سبتمبر 2011 المهاجم مصطفى الكبير من أجل حضور مباراة تانزانيا برسم تصفيات كأس أمم إفريقيا 2012 غير أن الإصابة منعته من تسجيل حضوره الدولي الأول مع المنتخب المغربي لينتظر بعد ذلك أربع سنوات حيث استدعاه الناخب الوطني بادو الزاكي لحضور مباراة غينيا الاستوائية في 12 نوفمبر 2015 ضمن تصفيات كأس العالم روسيا 2018 

## روابط خارجية
- مصطفى الكبير على موقع اتحاد السويد (السويدية)
- مصطفى الكبير على موقع اتحاد تركيا (لاعب) (الإنجليزية)
- مصطفى الكبير على موقع رابطة كرة القدم اليابانية للمحترفين (اليابانية)
- مصطفى الكبير على موقع قاعدة بيانات كرة القدم.إي يو (الإنجليزية)
- مصطفى الكبير على موقع Soccerway.com (الإنجليزية)
- مصطفى الكبير على موقع عالم كرة القدم.نت (الإنجليزية)